# LEN Champions League 1997-1998
La LEN Champions League 1997-1998 è stata la trentacinquesima edizione del massimo trofeo continentale di pallanuoto per squadre europee di club.
Si sono qualificate per la fase finale 8 squadre che hanno disputato i quarti divise in gironi con gare di andata e ritorno, al termine dei quali le prime due si sono qualificate alla Final Four, giocata a Zagabria, in Croazia.
Per la seconda volta nella storia, si sono affrontati in finale due club della stessa nazione. I detentori del CN Posillipo hanno conquistato il loro secondo titolo, battendo in finale i campioni d'Italia del Pescara.

## Quarti di finale

### Gironi
| Gruppo Blu          |
| - Bečej             |
| - Vasutas           |
| - Mladost           |
| - Spartak Volgograd |

| Gruppo Rosso   |
| - Olympic Nice |
| - Pescara      |
| - Posillipo    |
| - Vouliagmeni  |

### Gruppo Blu
|    | Quarti 1997-1998  | Pti | G | V | N | P | GF | GS | DR |
| -- | ----------------- | --- | - | - | - | - | -- | -- | -- |
| 1. | Mladost           | 8   | 6 | 4 | 0 | 2 | 46 | 40 | +6 |
| 2. | Spartak Volgograd | 7   | 6 | 3 | 1 | 2 | 37 | 42 | -5 |
| 3. | Bečej             | 6   | 6 | 3 | 0 | 3 | 51 | 44 | +7 |
| 4. | Vasutas           | 3   | 6 | 1 | 1 | 4 | 46 | 54 | -8 |

|  | Spartak | 8-5  | BVSC    |
|  | Mladost | 8-7  | Bečej   |
|  | Bečej   | 11-4 | Spartak |
|  | Mladost | 9-8  | BVSC    |

|  | Spartak | 6-5   | Bečej   |
|  | BVSC    | 8-7   | Mladost |
|  | Spartak | 6-4   | Mladost |
|  | BVSC    | 13-14 | Bečej   |

|  | Mladost | 9-5 | Spartak |
|  | Bečej   | 8-4 | BVSC    |
|  | BVSC    | 8-8 | Spartak |
|  | Bečej   | 6-9 | Mladost |

### Gruppo Rosso
|    | Quarti 1997-1998 | Pti | G | V | N | P | GF | GS | DR  |
| -- | ---------------- | --- | - | - | - | - | -- | -- | --- |
| 1. | Posillipo        | 11  | 6 | 5 | 1 | 0 | 58 | 45 | +13 |
| 2. | Pescara          | 9   | 6 | 4 | 1 | 1 | 67 | 45 | +22 |
| 3. | Olympic Nice     | 2   | 6 | 1 | 0 | 5 | 46 | 68 | -22 |
| 4. | Vouliagmeni      | 2   | 6 | 1 | 0 | 5 | 43 | 56 | -13 |

|  | Vouliagmeni | 10-6 | Olympic     |
|  | Pescara     | 6-11 | Posillipo   |
|  | Posillipo   | 7-6  | Vouliagmeni |
|  | Pescara     | 15-3 | Olympic     |

|  | Vouliagmeni | 5-6   | Posillipo |
|  | Olympic     | 6-12  | Pescara   |
|  | Vouliagmeni | 9-12  | Pescara   |
|  | Olympic     | 12-15 | Posillipo |

|  | Pescara   | 13-7 | Vouliagmeni |
|  | Posillipo | 10-7 | Olympic     |
|  | Olympic   | 12-6 | Vouliagmeni |
|  | Posillipo | 9-9  | Pescara     |

## Final Four

### Semifinali
| Zagabria 5 giugno 1998 | Posillipo | 11 – 5 (4-0, 3-1, 2-3, 2-1) | Spartak Volgograd |  |

| Zagabria 5 giugno 1998 | Pescara | 4 – 2 (1-0, 1-1, 1-1, 1-0) | Mladost |  |

### Finale 3º posto
| Zagabria 6 giugno 1998 | Mladost | 11 – 9 | Spartak Volgograd |  |

### Finale
| Zagabria 6 giugno 1998, ore 21:30 | Posillipo | 8 – 6 | Pescara |  |

### Campioni
- Posillipo Campione d'Europa:

Milan Tadić, Marcello De Georgio, Tamás Kásás, Giuseppe Porzio, Francesco Postiglione, Gergely Kiss, Fabio Galasso, Franco Porzio, Luca Giustolisi, Paolo Zizza, Dušan Popović, Gianfranco Salvati, Fabio Galasso, Fulvio Di Martire, Carlo Silipo, Fabio Bencivenga, Villani, Antracite Lignano.

## Fonti
- (EN)  LEN, The Dalekovod Final Four - Book of Champions 2011, 2011 (versione digitale)
- (ES) Estiarte, aún más alto (PDF), in El Mundo Deportivo, Barcellona, 6 giugno 1998,  p. 58. URL consultato il 22 novembre 2011.